# Von einem Pfarrer, der allzu kräftig predigte
Von einem Pfarrer, der allzu kräftig predigte ist ein Schwank. Er steht in Johann Wilhelm Wolfs Deutsche Hausmärchen an Stelle 49.

## Inhalt
Ein Bauer ist so dumm, er erkennt sein Haus nur am Kirschbaum. Seine Frau gibt ihm immer nur ein Stück Brot mit. Als ein Schneider ihn um eine Gabe bittet, schickt er ihn zu ihr. Sie klagt ihr Leid über ihren dummen Mann. Sie sägen den Kirschbaum ab. Der Bauer irrt umher und erhält vom Schneider Obdach. Er wundert sich, wie alles wie daheim aussieht, sogar seine Frau. Morgens liegt ein Pfarrerskleid vor seinem Bett, sie grüßen ihn als Pfarrer und lassen ihn ziehen. In einem Dorf fehlt der Pfarrer, er soll predigen. Er sieht beim Spaziergang einen Korb, eine Kuh mit Klee und eine alte Frau, daraus macht er die Predigt „Corpum Kuhkleeum diealta Mameum.“ Dazu lässt er Zimmerleute mit Äxten schlagen, dass man hört, wie stark die Predigt ist. Die Bauern meinen, die Kirche stürze ein. Er kriegt einen Gehilfen und muss nie mehr predigen.

## Herkunft
Der Titel Von einem Pfarrer, der allzu kräftig predigte ist bei Wolf nicht mit einem Sternchen (*) versehen, was laut seiner Vorrede anzeigt, dass er selbst den Text ausarbeitete. Vgl. zu des Bauern „Bin ich’s, oder bin ich’s nicht?“ Grimms Der Frieder und das Katherlieschen. Seine Predigt klingt wie „Hoc est corpus meum“ („Das ist mein Leib“) beim Abendmahl Jesu (Mt 26,26 , Lk 22,19 ), mit abfälligem Anklang auf die Muttergottes. Klee lässt Kühe furzen. Um den Pfarrer geht es auch in Das beste Essen von der Welt. Erfundenes Latein hat Straparolas Pfarrer Papiro (Ergötzliche Nächte, 24).